# 浜松市立上島小学校
浜松市立上島小学校（はままつしりつ かみじましょうがっこう）は、静岡県浜松市中央区にある公立小学校。

## 概要
浜松市内でも特に大きな小学校である。

## 教育目標
夢を持ち、
ともに伸びる子

## 通学区域
- 中央区上島一丁目・上島二丁目・上島三丁目・上島四丁目・上島五丁目・上島六丁目・上島七丁目・幸三丁目（17番45号～57号）・十軒町（馬込川以西）・早出町（上・中根北・中根南）・曳馬四丁目（9番17号～21番）・曳馬五丁目（6番～24番）・曳馬六丁目（1番～14番・16番～25番・26番10号～46号・27番～28番）[1]

## 進学先中学校
- 浜松市立曳馬中学校

## 著名な出身者
- 後藤啓介（サッカー選手）
- 松原后（サッカー選手）